# Achelse Kluis (natuurgebied)
Het natuurgebied Achelse Kluis is een Vlaams natuurreservaat in de gemeente Hamont-Achel. Het is gelegen langs de Warmbeek ten zuiden van de Abdij van Achel. In 2008 besloeg het een oppervlakte van 31 ha.
Het reservaat bestaat uit vochtige en minder vochtige weilanden die verder van de beek overgaan in loofbos en naaldbos.
Dit reservaat vormt de verbinding tussen het Leenderbos in Nederland en natuurgebieden zoals de Beverbeekse Heide en de Warmbeekvallei in België.
Een van de maatregelen in dit gebied bestaat uit het verlagen van de dijkjes, waardoor doorstroommoerassen kunnen ontstaan.